# دون غلمور
جيورج دون غلمور (بالإنجليزية: George Don Gilmore)‏ هو منتج موسيقي، وكاتب أغاني، ومهندس، ومدير أعمال أمريكي. عمل مع عديد الفرق مثل «غود شارلوت (Good Charlotte)»، و«هوليوود أنديد (Hollywood Undead)». كما عمل مع فرقة «لينكين بارك (Linkin Park)» في ألبوم «ميتيورا» مهندسًا ومنتجًا.

## روابط خارجية
- دون غلمور على موقع IMDb (الإنجليزية)
- دون غلمور على موقع ميوزك برينز (الإنجليزية)
- دون غلمور على موقع أول ميوزيك (الإنجليزية)
- دون غلمور على موقع ديسكوغز (الإنجليزية)